# Johan August Batzke
Johan August Batzke, född 29 september 1782 i Wittenberg, död 16 november 1872 i Hillerød, var en tysk-dansk trädgårdsmästare.
Batzke gick i trädgårdslära i de hertigliga trädgårdarna vid Friedrickenberg i Zerbst, men kom redan i december 1805 till Danmark som trädgårdsmästare hos geheimekonferensråd J.C.C. Brun på Sophienholm vid Frederiksdal, där han stannade, tills han 1810 på arrenderad mark vid Store Ravnsborg på Nørrebro i Köpenhamn anlade en handelsträdgård, som efterhand utvecklades i sådan grad att den, särskilt under 1840-talet, var den kanske mest omfattande och bemärkta affärsverksamheten av sitt slag i Danmark och Sverige. Icke få arter av senare allmänt förekommande prydnadsväxter infördes genom Batzkes växthus och plantskolor, liksom kålrots-, rov- och serradellaodlingen. Här företogs även de förste försöken med dansk odling av blomkålsfrö för export, något som senare fick stor betydelse. Handelsträdgården Store Ravnsborg var det första i Danmark, som brev försäljning genom omfattande användning av kataloger och kungörelser i tidningar och gav därigenom ökad uppmärksamhet åt trädgårdsväsendet. Med bistånd av sönerna Carl och Hans utförde Batzke även ett icke ringa antal park- och trädgårdsanläggningar. Den mark, varpå de Batzkes trädgårdar fanns, indrogs på 1860-talet helt till bebyggelse; han flyttade då till sin yngste son i Hillerød, där han avled.